# Премія Кіото
Премія Кіото (яп. 京都賞) — щорічна нагорода за досягнення в науці, технології та культурі.
Заснована в 1985 році японською керамічною компанією в Кіото як японський аналог Нобелівської премії. Її директором є Кадзуо Інаморі (Фонд Інаморі). Її призначають за видатні дослідження в галузі: філософії, фундаментальних наук, передових технологій, з 1987 року(в кожній — раз в 4 роки). Церемонія проходить у листопаді.
Особливу увагу засновників премії звернено на заохочення розвитку технологій в електроніці, біотехніці, інформатиці тощо. Відбір номінантів на Кіотську премію передбачає широке поле пошуків гідних претендентів на високу відзнаку, престиж якої у світі постійно зростає.
Премія становить 50 мільйонів єн і акції Kyocera.

## Нагороджені

### Фундаментальні науки
- 1985: Клод Шеннон ( США), математика
- 1986: Джордж Евелін Хатчинсон ( США), біологія
- 1987: Ян Гендрик Оорт ( Нідерланди), науки про Землю і планети, астрономія та астрофізика
- 1990: Джейн Гудолл ( Велика Британія), біологія
- 1993: Вільям Дональд Гамільтон ( Велика Британія), біологія
- 2018: Масакі Кашівара ( Японія), математика
- 2019: Джеймс Ганн ( США), науки про Землю і планети, астрономія та астрофізика
- 2020: Нагородження не відбулося через пандемію COVID-19
- 2021: Роберт Редер ( США), науки про життя
- 2022: Брайан Ґренфелл ( Велика Британія), біологія

### Передові технології
- 1985: Рудольф Калман ( Угорщина/ США), електроніка
- 1986: Ніколь Марта Ле Дуарен ( Франція), біотехнології та медичні технології
- 1987: Морріс Коен ( США), матеріалознавство та інженерія
- 1988: Джон Маккарті ( США), інформатика
- 1992: Моріс Вінсент Вілкс ( Велика Британія), інформатика
- 1996: Дональд Ервін Кнут ( США), інформатика
- 2000: Чарлз Ентоні Річард Гоар ( Велика Британія), інформатика
- 2018: Карл Дейссерот ( США), біотехнології та медичні технології
- 2019: Чин Ван Тан ( Гонконг), матеріалознавство та інженерія
- 2020: Нагородження не відбулося через пандемію COVID-19
- 2021: Ендрю Яо ( США/ КНР), інформатика
- 2022: Карвер Мід ( США), електроніка

### Мистецтво та філософія
- 1985: Олів'є Мессіан ( Франція), музика
- 1986: Ісаму Ноґучі ( США), мистецтво
- 1987: Анджей Вайда ( Польща), театр, кіно
- 2018: Джоан Джонас ( США), мистецтво
- 2019: Аріанна Мнушкін ( Франція), мистецтво та філософія
- 2020: Нагородження не відбулося через пандемію COVID-19
- 2021: Бруно Латур ( Франція), думка та етика
- 2022: Закір Хусейн ( Індія), музика